# ズドラヴコ・クリヴォカピッチ
ズドラヴコ・クリヴォカピッチ（セルビア語キリル・アルファベット: Здравко Кривокапић, 発音: [zdr̩aʋko kr̩iʋokapitɕ]; 1958年9月2日 - ） は、モンテネグロの機械工学教授、作家、政治家。2020年12月4日から2022年4月28日までモンテネグロの首相を務めていた。モンテネグロ大学と東サラエボ大学での教授職に加え、"We won't give up Montenegro"と呼ばれる非政府組織の創設者の1人である。この組織は物議を醸した宗教法が教会の法的立場および財産を対象とした後、モンテネグロのセルビア正教会を支持するモンテネグロの教授と知識人により設立された。
政治観は一般的に、中道右派、腐敗防止、キリスト教民主主義、西ヨーロッパ統一主義（親ヨーロッパ）、経済的自由主義であり、親教会、セルビア民族の利益を支持し、文化的に保守的であると見做されている。2021年9月5日にセルビア正教会におけるモンテネグロおよびリトラルの大司教にイオアニキ2世が即位する際、ミロ・ジュカノヴィチ大統領がツェティニェにある修道院での即位式典開催に反対して別の場所に移転するよう求めた際には、親教会の立場からジュカノヴィチを批判し、多数派の宗教である正教会に必要なものをすべて提供すると発言した。ジュカノヴィチに対する弾劾手続きは2021年11月19日に開始されたが、憲法裁判所は2022年2月4日にジュカノヴィチが違憲行為を行っていないとの判断を下し弾劾手続きは停止した。一方で親セルビア・ロシア派のクリヴォカピッチに対し、連立政権内では親欧州連合派との路線対立が激化し政権は行き詰まった。膠着状態打開のため一部の連立相手が内閣不信任決議案を提出し、2022年2月4日に賛成43、反対11、棄権または欠席81票で可決されクリヴォカピッチ政権は崩壊した。